# Kap Healy
Kap Healy ist ein markantes und quadratisch geformtes Felsenkap an der Black-Küste des Palmerlands auf der Antarktischen Halbinsel. Es liegt an der Nordseite der Einfahrt zum Lamplugh Inlet.
Teilnehmer der United States Antarctic Service Expedition (1939–1941) entdeckten die Landspitze im Jahr 1940. Namensgeber ist Joseph Donald Healy (1912–1971), Schlittenhundeführer bei dieser Expedition und Teilnehmer der zweiten Antarktisexpedition (1933–1935) des US-amerikanischen Polarforschers Richard Evelyn Byrd.